# عماد (عمارة)

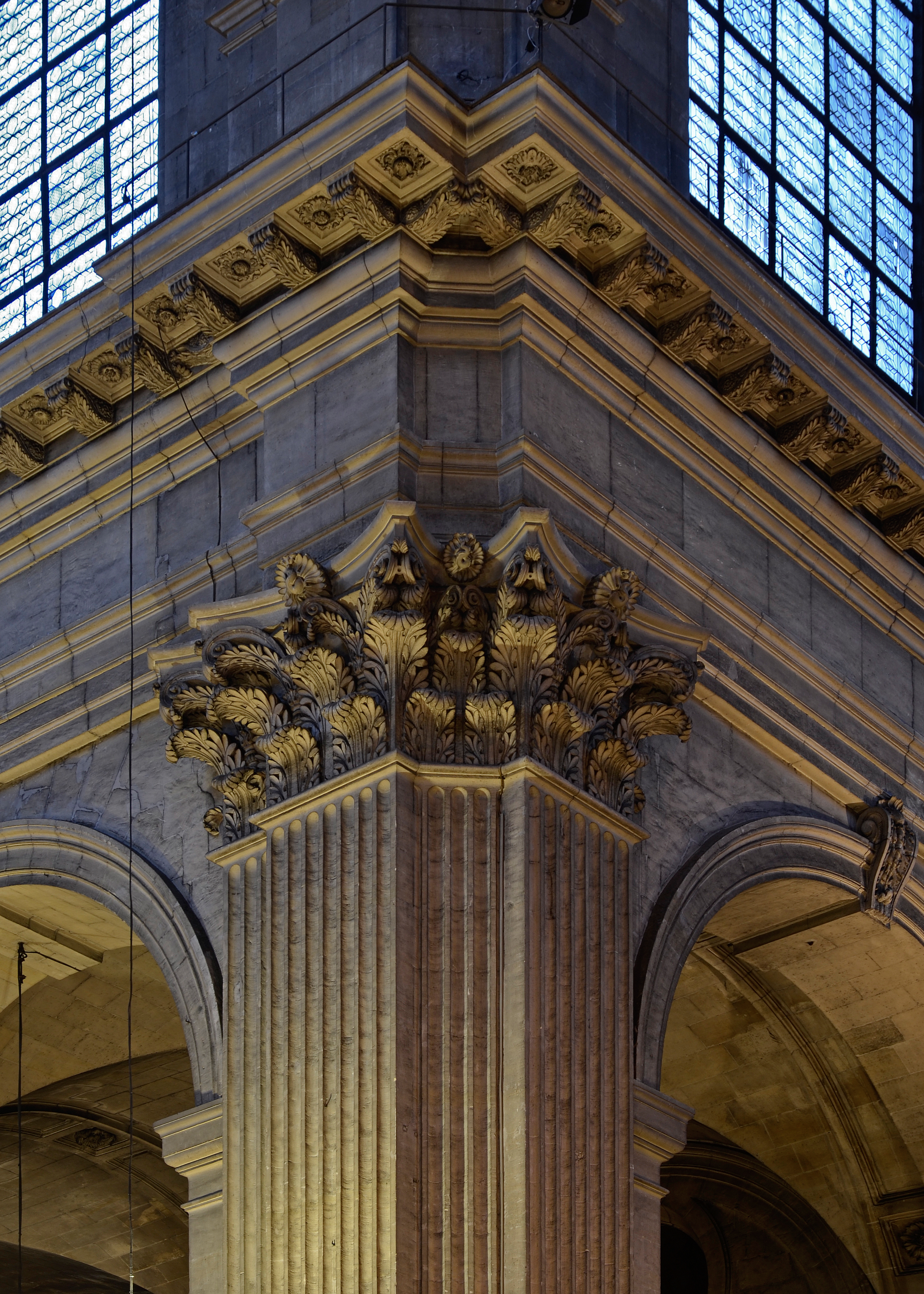
عمادان كورنثيان في كنيسة سان سولبيس في باريس.

في العمارة الكلاسيكية، العِماد هو عنصر معماري يستخدم لإعطاء مظهر عمود داعم وللتعبير عن مدى من الجدار، مع وظيفة الزينة فقط. وهو يتألف من سطح مسطح مرتفع من السطح الجداري الرئيسي، وعادة ما يتم التعامل معه كما لو كان عموداً، مع رأس مال في الأعلى، (قاعدة) في الأسفل، وعناصر العمود الأخرى المختلفة. وعلى النقيض من بيلاستر، يمكن أن يدعم عمود أو عمود مشغل هيكل الجدار والسقف أعلاه.
في علم التشريح البشري، العامو هو حافة تمتد عموديًا عبر الفخذ، وهو فريد من نوعه للبشر الحديثين. ووظيفته الهيكلية غير واضحة.

## التعريف
وفي مناقشة استخدام ليون باتيستا ألبيرتي للبيلاسترز، الذي أعاد ألبيرتي إدخاله في الهندسة المعمارية الجدارية، كتب رودولف ويتكاور: «إن البيلاستر هو التحول المنطقي لعمود تزيين الجدار. ويمكن تعريفه بأنه عمود مسطح فقد قيمته الثلاثية الأبعاد والقيمة اللمسية».
يظهر بيلاستر مع رأس المال. والترابط، أيضا في «تخفيف منخفض» أو تسطيح ضد الجدار. وبوجه عام، كثيراً ما يكرر المرشد كل أجزاء ونسب عمود الطلب؛ ومع ذلك، وخلافا لذلك، عادة ما يخلو بيستر من الحشوة.
وكثيرا ما تظهر العواميد على جانبي إطار الباب أو فتحة النافذة على واجهة المبنى، وتكون أحيانا مصحوبة بأعمدة أو أعمدة توضع أمامها مباشرة على مسافة ما من الجدار، مما يدعم هيكل السقف أعلاه، مثل البورتيكو. ويمكن أيضا استخدام هذه العناصر الرأسية لدعم أرشيف مستقيم حول المدخل. ويمكن الاستعاضة عن البيدستر بأقواس من الزينة تدعم الترابط أو الشرفة فوق المدخل.
عندما يظهر العامود عند تقاطع زاوية جدارين فإنه يعرف باسم كانتون.
وكما هو الحال مع عمود، يمكن أن يكون له سطح سهل أو مائل إلى ملامحه، ويمكن تمثيله في نمط العديد من الأساليب المعمارية. خلال عصر النهضة والمعماريون الباروك استخدموا مجموعة من أشكال العواميد. في الطابور العملاق يظهر على شكل طابقين طولا، يربط الطوابق في وحدة واحدة.
اعتمدت طريقة استخدام هذا العنصر من العمارة اليونانية والرومانية القديمة في عصر النهضة الإيطالية، واكتسبت شعبية واسعة مع العمارة إحياء اليونان، ولا يزال ينظر إليها في بعض العمارة الحديثة.
وكثيرا ما يشار إلى العواميد أيضا على أنها عنصر معماري غير زخرفي يحمل عبئا في العمارة غير الكلاسيكية حيث يجب حمل الحمل الهيكلي بواسطة جدار أو عمود بجوار جدار ويتسم الجدار بالثخانة لاستيعاب المتطلبات الهيكلية للجدار.